# Rivière des Écossais
Rivière des Écossais är ett vattendrag i Kanada.   Det ligger i provinsen Québec, i den sydöstra delen av landet, 210 km öster om huvudstaden Ottawa.
Trakten runt Rivière des Écossais består till största delen av jordbruksmark. Runt Rivière des Écossais är det ganska tätbefolkat, med 54 invånare per kvadratkilometer.